# Leucorrhinia intermedia
Leucorrhinia intermedia är en trollsländeart. Leucorrhinia intermedia ingår i släktet kärrtrollsländor, och familjen segeltrollsländor.

## Underarter
Arten delas in i följande underarter:
- L. i. ijimai
- L. i. intermedia